# Krzysztof Skubiszewski

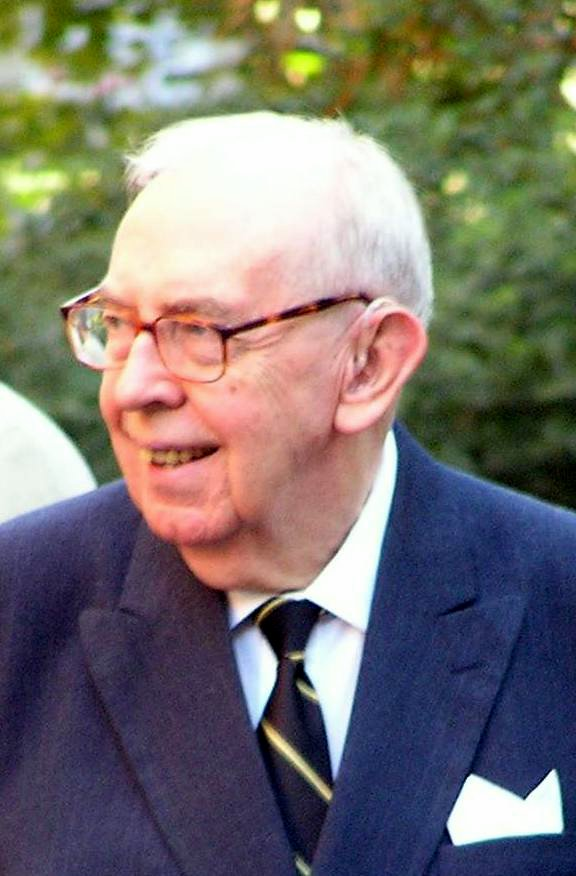
Krzysztof Skubiszewski (2005)

Krzysztof Jan Skubiszewski (* 8. Oktober 1926 in Posen; † 8. Februar 2010 in Warschau) war ein polnischer Politiker und Jurist mit Spezialisierung auf dem Gebiet des Völkerrechts.

## Leben
Skubiszewski schloss zunächst ein Jurastudium an der Adam-Mickiewicz-Universität Posen ab, bevor er sich dann an den Universitäten von Nancy und Harvard weiterbildete. 1973 wurde er Professor am Institut für Staat und Recht der Polnischen Akademie der Wissenschaften (PAN) und Mitte der 1990er Jahre Professor der Polnischen Akademie der Gelehrsamkeit. Er gehörte zudem als korrespondierendes Mitglied der Polnischen Akademie der Wissenschaften an.
Von 1989 bis 1993 war er polnischer Außenminister in den Regierungen unter den Ministerpräsidenten Tadeusz Mazowiecki, Jan Bielecki, Jan Olszewski, Waldemar Pawlak und Hanna Suchocka. 1994 wurde er Vorsitzender des Iranisch-Amerikanischen Schiedsgerichtshofs in Den Haag. Am Internationalen Gerichtshof fungierte er in zwei Fällen als Ad-hoc-Richter.

## Auszeichnungen
Skubiszewski war Ehrendoktor an mehreren Universitäten, Träger der höchsten polnischen und internationalen Auszeichnungen, darunter des Bundesverdienstkreuzes und des Orden des Weißen Adlers. Die Amerikanische Gesellschaft für internationales Recht ernannte ihn 1991 zu ihrem Ehrenmitglied. Zusammen mit Hans-Dietrich Genscher bekam er den Preis der Außenminister Polens und Deutschlands, der 1993 ins Leben gerufen wurde. 2006 wurde ihm in Weimar gemeinsam mit seinen beiden Mitgründern des Weimarer Dreiecks, den früheren Außenministern Hans-Dietrich Genscher und Roland Dumas (Frankreich) der vom Komitee zur Förderung der deutsch-französisch-polnischen Zusammenarbeit erstmals verliehene Adam-Mickiewicz-Preis verliehen.